# Dion Lewis
Dion John Lewis (ur. 12 lipca 1988 w Albany) – amerykański zawodnik futbolu amerykańskiego, grający na pozycji running back. W rozgrywkach akademickich NCAA występował w drużynie University of Pittsburgh.
W roku 2011 przystąpił do draftu NFL. Został wybrany w drugiej rundzie (149. wybór) przez zespół Philadelphia Eagles. W sezonie 2016-17 rozpoczął grę w New England Patriots, po LII Super Bowl Lewis przeszedł do Tennessee Titans.